# Lochborn von Bieber

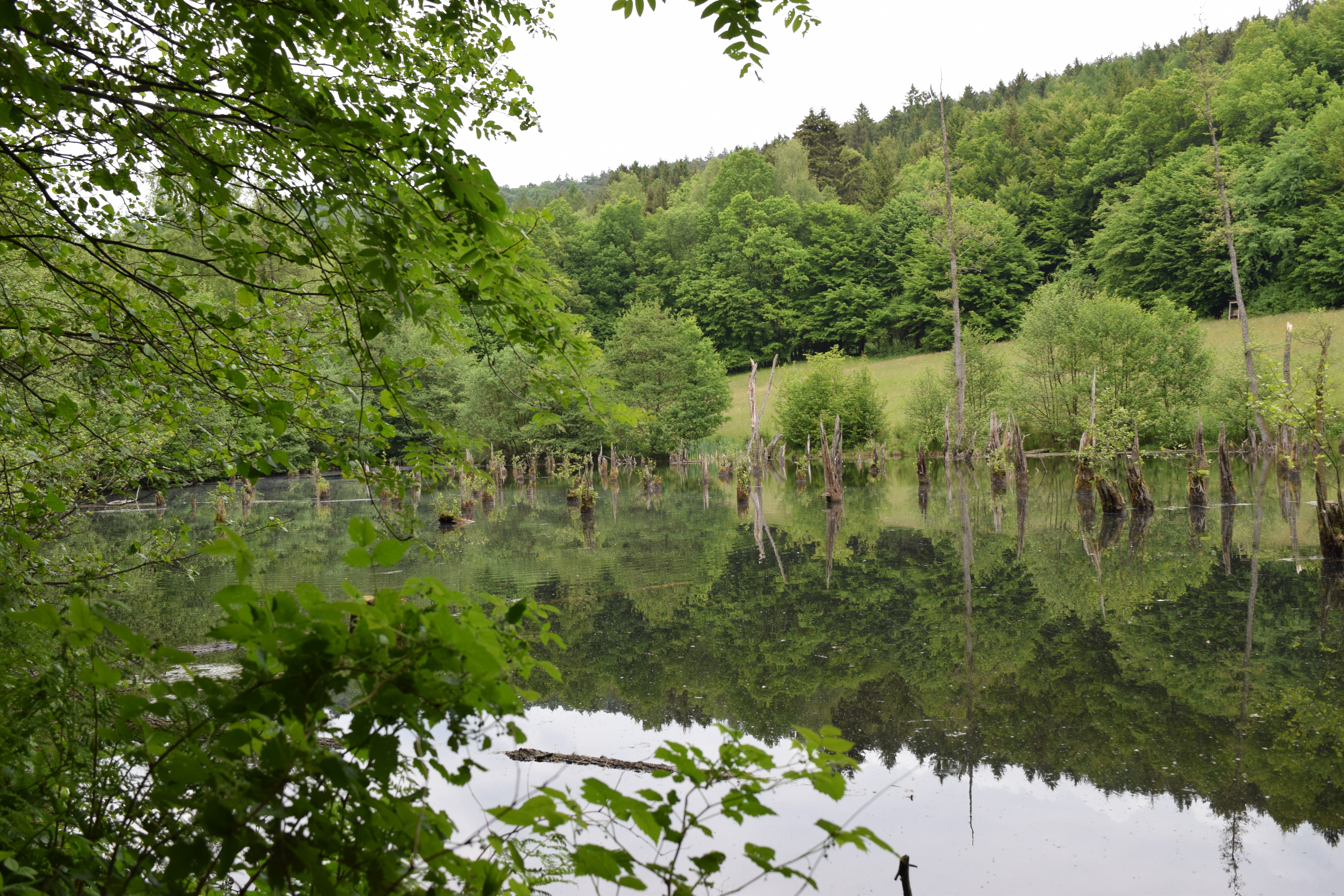
Naturschutzgebiet Lochborn von Bieber

Der Lochborn von Bieber ist ein Naturschutzgebiet auf dem Gebiet der Gemeinde Biebergemünd im Main-Kinzig-Kreis in Hessen. Das Naturschutzgebiet, in dem der Schwarzbach seine Quelle hat, liegt südöstlich von Bieber, einem Ortsteil von Biebergemünd, an der Kreisstraße 889. Unweit südlich verläuft die Landesgrenze zu Bayern.

## Bedeutung
Das 93,36 ha große Gebiet ist seit dem Jahr 1979 unter der Kennung 1435007 als Naturschutzgebiet ausgewiesen. Das Naturschutzgebiet besteht aus den Gemarkungsteilen „Rotherrain“, „Hühnerberg“, „Der Lochborn“, „Wolfsbruch“, „Unterer Alterruhgrund“, „Sennchen“, „Oberer Hühnerberg“, „Im Wiesenacker“, „Im Rübenacker“, „Die Kirchenäcker“, „Die Krämersländer“, „Die langen Äcker“ und „Am Schußrain“. Es steht unter Naturschutz, um „den ausgedehnten Talbereich als Lebensraum für zahlreiche auf der Roten Liste Hessens und der Bundesrepublik Deutschland geführte Pflanzen- und Tierarten zu erhalten.“